# (19660) Danielsteck
(19660) Danielsteck (1999 RQ129) – planetoida z grupy pasa głównego asteroid okrążająca Słońce w ciągu 3,55 lat w średniej odległości 2,33 j.a. Odkryta 9 września 1999 roku.